# American Music Awards de 1991

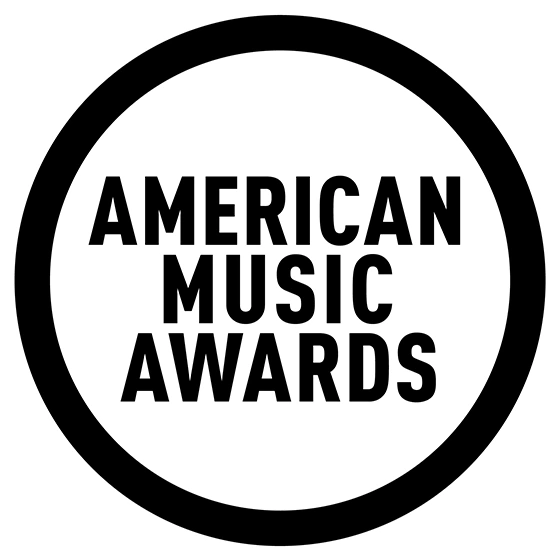
Logo da premiação

O 18º American Music Awards ocorreu em 28 de janeiro de 1991, no Shrine Auditorium, em Los Angeles, nos Estados Unidos. 
A cerimônia, produzida pela Dick Clark Productions, foi apresentada pelo comediante estadunidense Keenen Ivory Wayans, e reconheceu os álbuns e artistas mais populares do ano de 1990.

## Apresentações
| Artista | Canção | Apresentado por     |
| --- | --- | ------------------- |
| MC Hammer | "Here Comes The Hammer" | —                   |
| Mariah Carey | "Someday" | Keenen Ivory Wayans |
| New Kids on the Block Flavor Flav | "Games" | Keenen Ivory Wayans |
| Clint Black | "Put Yourself in My Shoes" | Keenen Ivory Wayans |
| Gloria Estefan | "Coming Out of the Dark" | Jon Bon Jovi        |
| Vanilla Ice | "Ice Ice Baby" | Keenen Ivory Wayans |
| George Strait Garth Brooks Travis Tritt Clint Black The Kentucky Headhunters Lorrie Morgan Alan Jackson Larry Gatlin Patty Loveless Roger Miller | Tributo a Merle Haggard: "If We Make It Through December" (Strait) "Mama Tried" (Brooks) "Today I Started Loving You Again" (Tritt) "Okie from Muskogee"" | Roger Miller        |
| Poison | "Unskinny Bop" | Keenen Ivory Wayans |
| Wilson Phillips | Medley: "Hold On" "Release Me" "Impulsive" "You're in Love"                                                                                               | Keenen Ivory Wayans |
| Reba McEntire | "Fancy" | Keenen Ivory Wayans |
| Bell Biv DeVoe | "B.B.D. (I Thought It Was Me)?" | Keenen Ivory Wayans |
| INXS | "Disappear" | Keenen Ivory Wayans |

## Vencedores e indicados
Os vencedores estão listados em negrito.
| Cantor de Pop/Rock (apresentado por Al B. Sure! e Melissa Manchester)                                                 | Cantora de Pop/Rock (apresentado por Surface)                                                                       |
| --- | --- |
| - Phil Collins - Michael Bolton - MC Hammer                                                                           | - Janet Jackson - Paula Abdul - Mariah Carey - Madonna - Sinead O'Connor                                            |
| Dupla/Grupo de Pop/Rock (apresentado por Frankie Valli e Dwight Yoakam)                                               | Álbum de Pop/Rock (apresentado por Kenny G e Olivia Newton John)                                                    |
| - Aerosmith - Bell Biv DeVoe - New Kids on the Block                                                                  | - ...But Seriously – Phil Collins - Rhythm Nation 1814 – Janet Jackson - Please Hammer, Don't Hurt 'Em – MC Hammer  |
| Single de Pop/Rock (apresentado por Garth Brooks e Sheena Easton)                                                     | Arista Revelação de Pop/Rock (apresentado por Lorrie Morgan e David Cassidy)                                        |
| - "Blaze of Glory" – Jon Bon Jovi - "Hold On" – Wilson Phillips - "Vogue" – Madonna                                   | - Vanilla Ice - Mariah Carey - Wilson Phillips                                                                      |
| Cantor de Soul/R&B (apresentado por Tommy Page e LL Cool J)                                                           | Cantora de Soul/R&B (apresentado por Ralph Tresvant e Keith Sweat)                                                  |
| - MC Hammer - Quincy Jones - Keith Sweat                                                                              | - Janet Jackson - Regina Belle - Mariah Carey - Miki Howard - Lisa Stansfield                                       |
| Duo/Grupo de Soul/R&B (apresentado por The Judds)                                                                     | Álbum de Soul/R&B (apresentado por Pointer Sisters)                                                                 |
| - Tony! Toni! Toné! - After 7 - Bell Biv DeVoe                                                                        | - Please Hammer, Don't Hurt 'Em – MC Hammer - Rhythm Nation 1814 – Janet Jackson - Back on the Block – Quincy Jones |
| Single de Soul/R&B (apresentado por K.T. Oslin e Bart Simpson)                                                        | Artista Revelação de Soul/R&B (apresentado por The Kentucky Headhunters)                                            |
| - "U Can't Touch This" – MC Hammer - "Feels Good" – Tony! Toni! Toné! - "Merry Go Round" – Keith Sweat                | - Bell Biv DeVoe - Johnny Gill - Lisa Stansfield                                                                    |
| Cantor de Country (apresentado por Al B. Sure! e Melissa Manchester)                                                  | Cantora de Country (apresentado por George Strait)                                                                  |
| - George Strait - Clint Black - Garth Brooks                                                                          | - Reba McEntire - Patty Loveless - Kathy Mattea - Lorrie Morgan - K.T. Oslin                                        |
| Dupla/Grupo de Country (apresentado por Alan Jackson e Miki Howard)                                                   | Álbum de Country (apresentado por Donny Osmond e Tiffany)                                                           |
| - Alabama - The Judds - Shenandoah                                                                                    | - Reba Live – Reba McEntire - Killin' Time – Clint Black - Livin' It Up – George Strait                             |
| Single de Country (apresentado por Nelson)                                                                            | Artista Revelação de Country (apresentado por Patty Loveless e Larry Gatlin)                                        |
| - "If Tomorrow Never Comes" – Garth Brooks - "Born to Be Blue" – The Judds - "Love Without End, Amen" – George Strait | - The Kentucky Headhunters - Alan Jackson - Travis Tritt                                                            |
| Artista Adulto Contemporâneo                                                                                          | Álbum Adulto Contemporâneo                                                                                          |
| - Natalie Cole - Paula Abdul - Whitney Houston                                                                        | - Unforgettable... with Love – Natalie Cole - Spellbound – Paula Abdul - I'm Your Baby Tonight – Whitney Houston    |
| Artista Revelação Adulto Contemporâneo                                                                                | Artista de Dance (apresentado por Regina Belle e Johnny Gill)                                                       |
| - Michael W. Smith - Marc Cohn - The Triplets                                                                         | - Janet Jackson - Madonna - Michel'le                                                                               |
| Single de Dance (apresentado por Chubby Checker e Pebbles)                                                            | Artista Revelação de Dance (apresentado por Tony! Toni! Toné!)                                                      |
| - "Vogue" – Madonna - "Hold On" – En Vogue - "The Power" – Snap!                                                      | - Bell Biv DeVoe - En Vogue - Michel'le                                                                             |
| Artista de Heavy Metal/Hard Rock (apresentado por Alice Cooper e Dave Mustaine)                                       | Álbum de Heavy Metal/Hard Rock (apresentado por Mick Fleetwood e Graham Nash)                                       |
| - Aerosmith - Mötley Crüe - Poison                                                                                    | - Dr. Feelgood – Mötley Crüe - Flesh & Blood – Poison - Pump – Aerosmith                                            |
| Artista Revelação de Heavy Metal/Hard Rock (apresentado por Will Smith e Céline Dion)                                 | Artista de Rap (apresentado por Mick Fleetwood e Graham Nash)                                                       |
| - Slaughter - Bruce Dickinson - Don Dokken                                                                            | - MC Hammer - Too Short - Vanilla Ice                                                                               |
| Álbum de Rap (apresentado por Slaughter)                                                                              | Artista Revelação de Rap (apresentado por Eddie Money e Susanna Hoffs)                                              |
| - Please Hammer, Don't Hurt 'Em – MC Hammer - Fear of a Black Planet – Public Enemy - To the Extreme – Vanilla Ice    | - Vanilla Ice - Candyman - Digital Underground                                                                      |
| Prêmio de Mérito (apresentado por Roger Miller)                                                                       | |
| Merle Haggard | |